# Aderus hedini
Aderus hedini es una especie de coleóptero de la familia Aderidae. La especie fue descrita científicamente por Maurice Pic en 1933. La identificación en el género Aderus no es completamente clara, está considerado incertae sedis.

## Distribución geográfica
Habita en China.